# Filtre Hodrick-Prescott
Le filtre Hodrick-Prescott (dit « filtre HP »), du nom des économistes Edward C. Prescott et Robert J. Hodrick, est utilisé en macroéconomie, pour étudier les séries temporelles, entre autres dans la théorie des cycles réels.
Plus précisément, le filtre HP est utilisé pour dissocier les cycles conjoncturels (fluctuations ou tendance de court terme) et la tendance de long terme. La méthode tolère des inflexions lentes de la tendance, en imposant que cet écart à la tendance ne dépasse pas une certaine valeur représentant les évolutions de la partie conjoncturelle. Finalement, graphiquement, on obtient une représentation non linéaire de la tendance.